# Vilafranca del Penedès
Vilafranca del Penedès este un oraș în Catalonia în comarca Alt Penedès.